# Мостовенко, Дмитрий Карпович
Дми́трий Ка́рпович Мостове́нко (19 октября 1895 — 13 ноября 1975) — советский и польский военачальник, генерал-полковник Советской армии (1946), генерал брони Войска Польского (1945). Участник Великой Отечественной войны.

## Биография
Родился 19 октября 1895 года в селе Тростянка Еланского района Волгоградской области.

### Первая мировая война
В Русской императорской армии находился с февраля 1915 по декабрь 1917 года.
В годы Первой мировой войны в феврале 1915 года был призван в армию и направлен служить в 218-й запасной батальон в город Тифлис, затем учился в школе прапорщиков в городе Гори. По её окончании, в январе 1916 года, был назначен взводным офицером в 75-й запасной батальон в г. Моршанск. В феврале того же года с маршевой ротой убыл на фронт, где воевал в составе 245-го Бердянского полка 62-й пехотной дивизии 10-й армии — начальником команды полковых разведчиков, командиром роты и начальником команды инструкторов огнеметных батарей, поручик. В декабре 1917 года убыл с фронта на родину к родителям — в село Тростянка.

### Красная Армия
В Красной Армии — с мая 1918 года (по другим данным — с февраля). В Гражданскую войну командовал батальоном и полком на Южном фронте. Был начальником отряда ЧОН в Хоперском округе (1920—1921 годы), командиром батальона, помощником комполка против повстанцев в районе г. Уральска.
В 1926 году Мостовенко окончил Военную академию РККА, а в 1931 году — курсы при Военно-технической академии им. Дзержинского.
В 1926—1929 годах — начальник оперативной части штаба 45-й стрелковой дивизии, в 1929—1930 — начальник штаба 75-й стрелковой дивизии. Командовал танковым полком в Уральском военном округе.
С 1932 по 1933 годы Мостовенко — начальник АБТВ Особой Краснознамённой Дальневосточной армии. Начальник командного факультета Военной академии механизации и моторизации в 1933—1938 годах, затем — начальник АБТУ Белорусского особого военного округа (позже назывался Западный особый военный округ).
В декабре 1940 г. генерал-майор Д. К. Мостовенко участвовал в совещании высшего руководящего состава РККА.

### Великая Отечественная война
В Великую Отечественную войну — командир 11-го механизированного корпуса (март — август 1941 года), с которым попал в окружение вблизи города Гродно в конце июня 1941 года. Пытался вывести управление и части корпуса из окружения, после ряда крупных боёв в начале июля приказал уничтожить всю технику и прорываться из окружения малыми группами. Перешёл линию фронта в июле. Помощник командующего Западным фронтом по автобронетанковым войскам (август — декабрь 1941 года), начальник автобронетанкового отдела оперативного управления Генерального штаба (декабрь 1941 — март 1942 года).
Командир 3-го танкового корпуса (с марта по август 1942 года).
Командующий бронетанковыми и механизированными войсками Западного фронта (октябрь 1942 — сентябрь 1943 года), затем — Первый заместитель начальника Военной академии механизации и моторизации.
С декабря 1943 года — командующий бронетанковыми и механизированными войсками Войска Польского.

### После войны
25 мая 1945 года Президиумом Крайовой Рады Народовой присвоено звание генерала брони Войска Польского.
24 июня 1945 года в составе сводного подразделения войск Польской республики участвовал в Параде Победы на Красной площади.
3 декабря 1946 года закончил свою службу в Войске Польском и вернулся в СССР.
С июля 1947 года — командующий бронетанковыми войсками Одесского военного округа.
С марта 1950 года — командующий бронетанковыми войсками Белорусского военного округа.
С 1954 года Д. К. Мостовенко находился в запасе, жил в Минске.
Умер 13 ноября 1975 года в Минске.

## Награды
- Два ордена Ленина (21.02.1945, 28.10.1967)
- Три ордена Красного Знамени (01.09.1920, 03.11.1944, 24.06.1948)
- Орден Суворова II степени (09.04.1943)[6]
- Орден Кутузова I степени (09.08.1945[7][8])
- Орден Красной Звезды (11.10.1968)
- Медаль «XX лет Рабоче-Крестьянской Красной Армии»
- Медаль "За оборону Москвы"
- Медаль «За взятие Берлина»
- Медаль «За освобождение Варшавы»
- Медаль «За победу над Германией в Великой Отечественной войне 1941–1945 гг.»

#### Иностранные
- Командор Ордена Возрождения Польши (1945)
- Орден «Крест Грюнвальда» II степени (11 мая 1945 года)
- Золотой крест «Заслуги» (1946)
- Медаль «За участие в боях за Берлин»
- Медаль «Победы и Свободы»
- Медаль «За Варшаву 1939—1945»
- 6 декабря 1967 года присвоено звание Почётного гражданина города Гродно (за участие в оборонительных боях за город Гродно)[9].

## Воинские звания
- 20 февраля 1938 года назначен на должность  комбрига.
- 4 июня 1940 года присвоено звание генерал-майор.
- 7 февраля 1943 года присвоено звание генерал-лейтенант.
- 10 сентября 1944 присвоено звание Войска Польского генерал дивизии.
- 25 мая 1945 присвоено звание Войска Польского генерал брони[10].
- 11 июля 1946 года присвоено звание генерал-полковник.

## Семья
- Жена — Клавдия Семёновна (умерла в 1958 году)

Сыновья:
- Дмитрий Дмитриевич Мостовенко — инженер-капитан, командир саперного батальона. Погиб под Сталинградом 27 сентября 1942 года[11].
- Владимир Дмитриевич Мостовенко — полковник, кандидат технических наук, автор очерков из истории зарождения и развития бронетанковой техники[12]. К началу войны — военинженер 3 ранга, помощник по технической части командира 7-го танкового полка 4-й танковой дивизии 10-й армии Западного ОВО[4]. С 1941 г. преподавал на кафедре танков Военной академии механизации и моторизации РККА[13]. Скончался в 1970 году.

## В культуре
- По словам писателя И. Ф. Стаднюка, Дмитрий Карпович Мостовенко послужил ему прототипом главного героя романа «Война» генерала Чумакова[14]. Впоследствии по роману был снят сериал «Война на западном направлении». В процессе сериала имя Д. К. Мостовенко упоминается. Считается, что ещё несколько военачальников повлияли на образ Чумакова, это: генерал-майор Петр Ахлюстин[15] и генерал-майор Михаил Хацкилевич.

## Память
В городе Гродно одна из улиц носит имя Д. К. Мостовенко, также с 06.12.1967 он является почётным жителем этого города.